# Baragazza
Baragazza è una frazione di circa 1 000 abitanti del comune di Castiglione dei Pepoli, della Città metropolitana di Bologna, nell'appennino tosco-emiliano.
Il nucleo del paese ed il suo territorio, delimitato ad ovest dal fiume Setta e ad est dal torrente Gambellato, sorge in prossimità di quello che si stima fosse l'asse principale di comunicazione tra la Toscana e l'Emilia-Romagna nell'antichità, ovvero la Via Flaminia militare.

## Geografia fisica

### Territorio
Baragazza è terra e paese dell'alto Appennino bolognese sul confine toscano, a metà strada circa tra Bologna da un lato e Prato-Firenze dall'altro, facilmente raggiungibile sia con i mezzi pubblici di trasporto (treno ed autobus), sia con quelli privati (anche e soprattutto utilizzando l'Autostrada del Sole è possibile scegliere se percorrere il tracciato storico, detto anche A1 panoramica o la variante di valico, detta anche A1 direttissima).

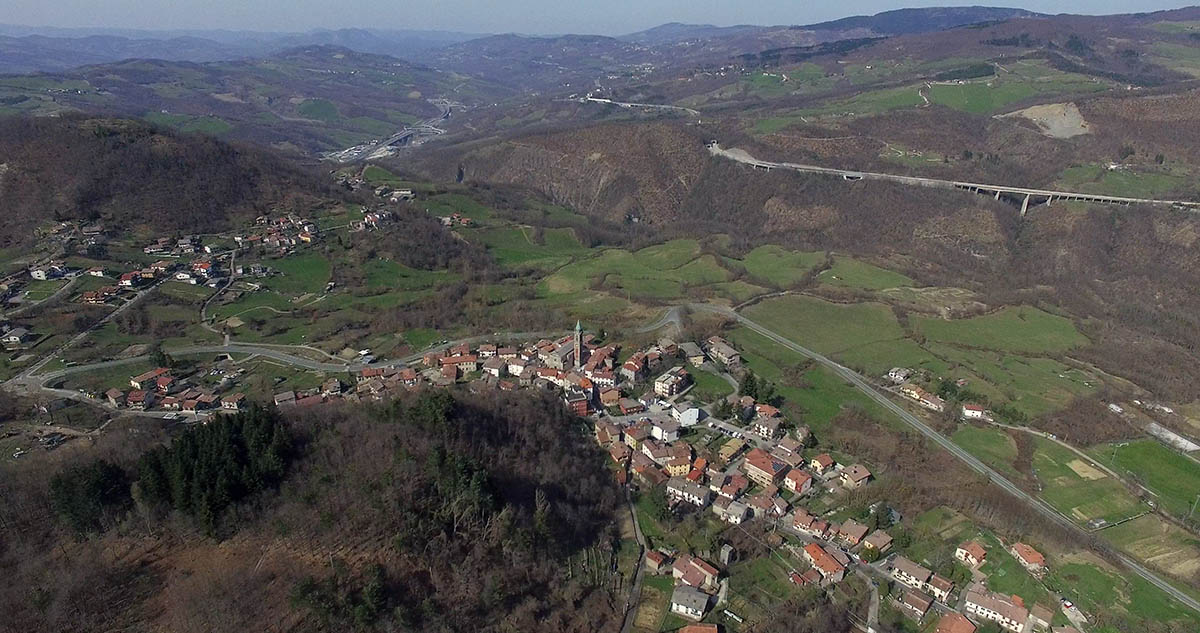
Baragazza vista dal monte Coroncina

Diverse sono le ipotesi avanzate sul significato del toponimo. Tralasciando qui quanto d'altro (ed anche di suggestivo) è stato scritto al proposito, diciamo solo che il nome Baragazza, da ricondursi al longobardo o al celtico, evoca le due caratteristiche fondamentali del luogo: monte e bosco.

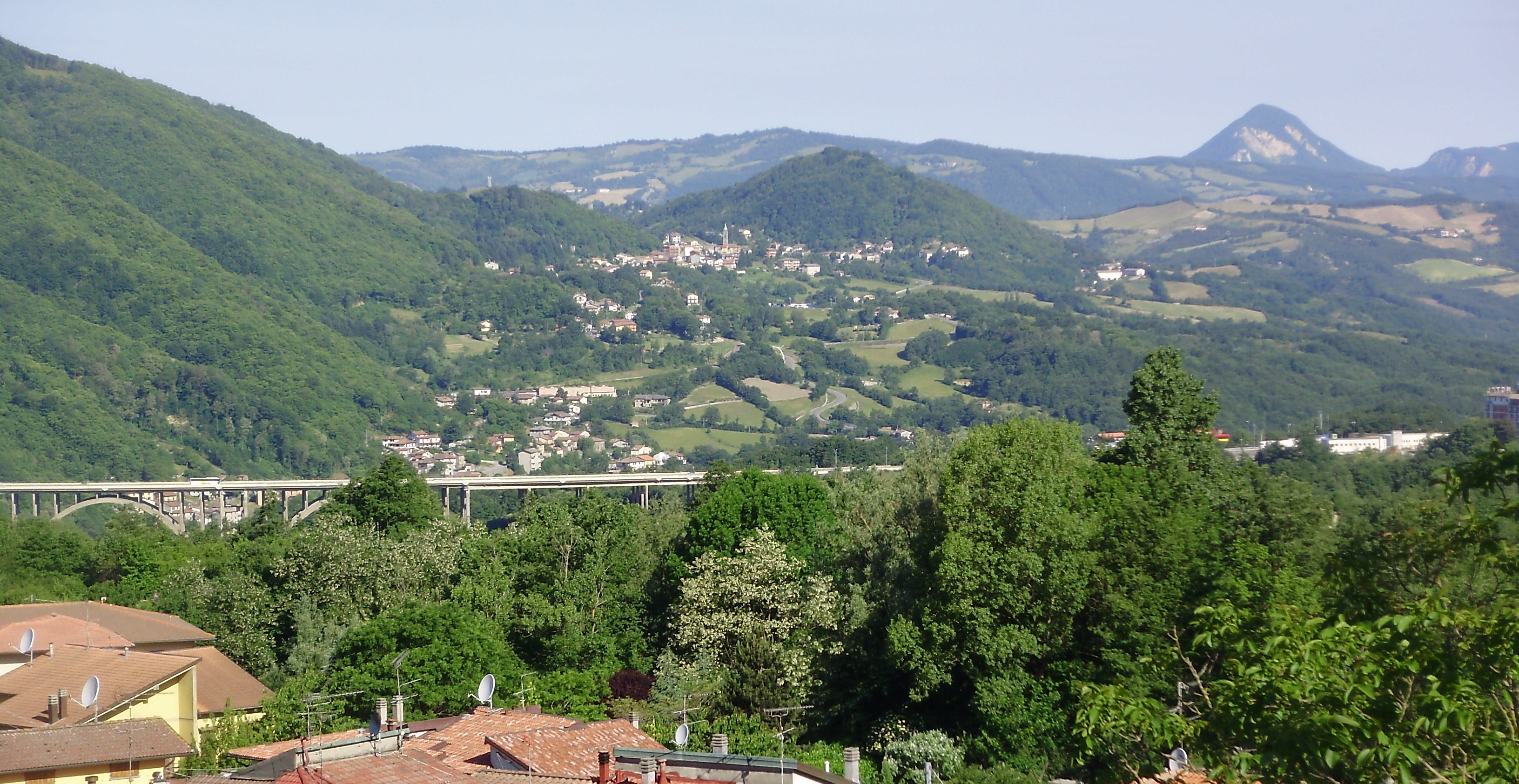
Baragazza vista da San Giacomo

L'agglomerato urbano, infatti adagiato a mezza costa sulle pendici del Monte Coroncina (1169 metri s.l.m.) si trova a 675 metri sul livello del mare, quasi incastonato nel verde di folti boschi a monte e vasti campi a valle.
Il paese, quale oggi si presenta, risulta formatosi, a partire dal Settecento, con l'espandersi e l'unirsi di preesistenti agglomerati, ubicati in prossimità dell'attuale pieve, che ben appaiono nella Pianta o Mappa della Contea di Baragazza, redatta nel 1708 dal perito Marco Antonio Caldani, la cui comparazione con il corrispondente territorio ai nostri giorni di ciò dà buona prova.

## Storia

### Storia antica
I più vecchi documenti che ci parlano di Baragazza datano attorno al Mille, presentandocela già, pur nel silenzio delle sue più antiche vicende che, prive dei conforti documentali della storia, si confondono nel buio dei secoli precedenti, quale realtà viva ed emergente, il cui polo di aggregazione ecclesiale è dato dall'antica pieve e quello politico-militare è costituito dallo strategico castello, ubicato sul monte omonimo.
La terra di Baragazza è legata ai nomi dei Conti Cadolingi, di origine longobarda residenti in Pistoia, della Contessa Matilde di Canossa, dei Conti Alberti di Mangona chiamati i ("Conti Rabbiosi" per la prepotenza, gli intrighi e i delitti che caratterizzarono il loro dominio), dei Conti Pepoli di Bologna.
L'importante fortezza di Baragazza, di cui è stata fatta una "ricostruzione grafica", per la quale bolognesi e fiorentini tanto combattono nel Duecento, Trecento e Quattrocento, è pure borgo, "cittadella".
La storia ci parla di episodi d'intrigo, di lotta, di vicende cruente consumatesi nel castello di Baragazza ma ci parla anche, nei suoi documenti, della "struttura muraria" di questo castello, di cui oggi non restano che brandelli di fondamenta.
Sappiamo così anche dell'esistenza di case dentro le mura della fortezza; edifici che, poi demoliti e ricostruiti alle pendici del monte perché d'ingombro alla difesa, costituiscono, appunto, una "cittadella" all'interno del castello stesso in cui, oltre agli uomini in armi, trova spazio pure una "vita di borgo".
Il castello di Baragazza comunicava poi, a mezzo di un cunicolo sotterraneo, almeno secondo la leggenda, con la Roccaforte di Civitella (della quale restano oggi più significative vestigia), trovando senz'altro in quest'ultima il proprio avamposto di armati direttamente sovrastante la confluenza dei fiumi Setta e Gambellato, per secoli punto obbligato di passaggio della viabilità.
Castello sulla vetta di un monte (il Monte Castello) e pieve nella valletta ai piedi del monte (alla Pieve Vecchia): ecco Baragazza così come ci viene presentata dalla storia fino al Quattrocento.
Nel Quattrocento però il castello è superato dai tempi, abbandonato e distrutto; e nella storia di Baragazza viene a collocarsi, alla fine dello stesso secolo, un evento singolare e prodigioso: l'apparizione della Madonna nel luogo chiamato Boccadirio, parte della terra di Baragazza.
Nel 1480 a due fanciulli baragazzini, Cornelia Vangelisti e Donato Nutini, appare la Vergine Maria che chiede un santuario in Suo onore, nel luogo stesso dell'apparizione: il Santuario di Boccadirio, anche oggi meta di tanti pellegrinaggi.
Baragazza, luogo di monti e di boschi, già castello, è da allora, oltreché un paese con i suoi segni di municipalità, anche santuario.
Secondo il volere della Madonna, dunque, il popolo di Baragazza costruisce dapprima un piccolo oratorio, poi una seconda piccola chiesa e, sul finire del Cinquecento, quella chiesa che, nel suo impianto a tre navate, sebbene più basse e più corte, è la chiesa attuale, la cui facciata viene rifatta, a fine Ottocento, dalle maestranze locali dirette dall'insigne artista baragazzino Aristotele Puccetti (1853-1916), cui si deve pure il rifacimento della facciata della pieve nel 1907, che ne cura il relativo disegno.
Nel santuario viene custodita la preziosa immagine della Beata Vergine delle Grazie, uscita dalla bottega dei Della Robbia negli anni tra il Quattrocento e il Cinquecento ed inviata dalla veggente Cornelia, religiosa domenicana in Prato col nome di suor Brigida, ai baragazzini, affinché venisse posta nel luogo dell'apparizione.
La storia del santuario è stata descritta da un sacerdote, don Lorenzo Amorotti, parroco a Castiglione dei Pepoli dal 1609 al 1621, anno della sua morte, nel libro Origine e ritratto della miracolosa Madonna di Boccadirio, ripreso in seguito in uno scritto di Paolo Guidotti, coautore di una pubblicazione sul santuario.

### Storia di inizio Novecento
Il 29 agosto 1921 a Baragazza, si ebbero due scontri tra fascisti e antifascisti.

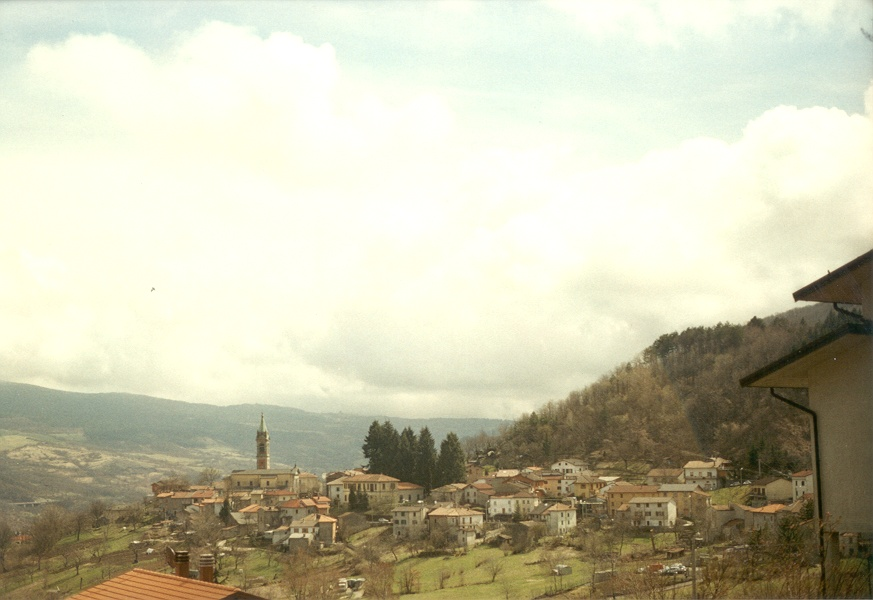
Altra veduta del paese

Questa è la versione del sotto prefetto di Vergato, in data 31 agosto 1921.
«Alle ore 13 i fascisti Enrico Gherardi e il figlio Mario – iscritti al fascio di Bologna e a Baragazza in villeggiatura – ebbero un diverbio politico con l'operaio socialista Lorenzo Poli, al quale spararono nella schiena.
Alle 18,45 i familiari del Poli e numerosi militanti socialisti si recarono nell'abitazione dei Gherardi, entrarono e chiesero ai responsabili del ferimento di recarsi nell'abitazione del Poli e di chiedergli scusa. I due fascisti si dissero disponibili a recarsi nell'abitazione del ferito e a sostenere le spese mediche.
Quando fu loro chiesto di consegnare il fucile e le rivoltelle che avevano in casa, si rifiutarono. Seguì una breve colluttazione nel corso della quale i due gruppi si scambiarono colpi di rivoltella, coltellate e bastonate. La signora Cremonini, moglie di Enrico, restò uccisa.
I carabinieri denunciarono 30 militanti di sinistra.
Tra questi vi era Lorenzo Poli. I Gherardi non furono denunciati. Il 5 settembre 1921 una squadra fascista, guidata da Giuseppe “Peppino” Ambrosi, fece una spedizione punitiva a Castiglione dei Pepoli.
Furono bruciate la sede del PSI e le abitazioni di tre dirigenti socialisti. Durante una sparatoria, Ambrosi riportò una lieve ferita.
Il 3 marzo 1923 davanti alla Corte d'assise di Bologna comparvero 27 imputati in stato d'arresto.
I giudici - nel paese era già in atto la dittatura - ebbero la mano particolarmente pesante.»
Versione popolare dei fatti: «fascisti provenienti da Prato e Bologna aggrediscono militanti socialisti di Baragazza. Negli scontri muore accidentalmente la madre di un fascista del luogo. La reazione fascista è violentissima, sono bruciate abitazioni e fienili di socialisti conosciuti. Per la morte della donna sono denunciati 72 abitanti di Baragazza, al termine di un mega processo per l'accusa di strage, saranno comminati complessivamente 495 anni di reclusione a 42 dei 72 denunciati.»

### Cronologia degli eventi storici
- 1184 - I fiorentini sono in contesa con Certaldo. A seguito della distruzione del castello di Pogni, imprigionarono il Conte Alberto degli Alberti insieme alla seconda moglie Tabernaria ed i figli di primo letto Guido e Maghinardo, nel Castello di Baragazza. Per riavere la libertà gli Alberti furono costretti a smantellare le proprie fortificazioni e a giurare fedeltà a Firenze
- 1340 - Firenze dona Baragazza e Bruscoli a Taddeo Pepoli.
- 1369 - nascita Feudo Imperiale della Contea di Castiglione, Baragazza, Sparvo.
- 1384 - viene istituito il vicariato di Bruscoli, da cui dipendevano Bruscoli, Baragazza e Pian del Voglio.
- 1441 - Baldaccio d'Anghiari al soldo di papa Eugenio IV conquista il castello di Baragazza dopo averne corrotto il castellano con 900 ducati.
- 1480 - 16 luglio la Madonna apparve a due fanciulli di Baragazza.
- 1529 - assedio di Vicchio del Mugello.[9]

Fin dal 20 settembre 1529 erano calate in Mugello, per ordine del papa Clemente VII, le prime bande di ladroni romagnoli che erano state assoldate per portar rinforzo all'esercito imperiale assediante Firenze. Queste saccheggiavano la campagna, riempivano le popolazioni di sgomento e terrore, rubavano il bestiame e incendiavano le case. 
Nella Storia antica e moderna del Mugello di don Lino Chini (vol. 3, p. 159), si leggono le parole che venivano ripetute agli uomini di queste bande da uno dei caposquadra, un certo Antonio Taddeo: «Quei che non credono di fare il peggio che si può, non vengano meco», parole forti che furono messe in pratica da tutti i componenti dell'esercito, tanto che dietro di loro non lasciavano altro che rovina, saccheggio, distruzione e morte. Nel libro del Chini si continua a leggere infatti: «Non soldati, ma orsi, lupi, erano i loro uomini; la peggio schiuma de' monti di Baragazza, di Castiglion de' Gatti e altri luoghi di sul confine romagnolo, non buoni ad altro che a bruciar case, ammazzar gente, e tutto saccheggiare e distruggere.»
- 1630 - contagio dalla peste nei confronti della comunità di Baragazza
- 1896 - sollevazione di piazza condotta da una cinquantina di persone di Baragazza che danno l'assalto agli unici due forni del capoluogo e riempiono di pane le loro bisacce.

I disordini della primavera ebbero conseguenze penali per alcune persone. In tutto gli imputati furono 21, di cui nove già in stato di detenzione. I dimostranti cercarono di entrare in Castiglione e si opposero con violenza ai carabinieri che cercavano di impedire loro l'assembramento, così come era stato stabilito dal prefetto in materia di pubblica sicurezza. Una commissione si era presentata al sindaco formata da Robustiano Milani, Sensi Luigi, Costantino Milani, Ovidio Puccetti, Domenico dott. Milani e Antonio Puccialli… (da Il Castiglionese di fine Ottocento, a cura di Luciano Righetti, Gruppo di Studi Savena Setta Sambro), (da La Gazzetta dell'Emilia del 4 dicembre 1898).
- 1921 - 29 agosto, scontri tra fascisti e antifascisti.[11]
- 1944 - Sciopero lavoratori

Il 5 e 6 giugno 1944 scioperano i lavoratori della Todt impegnati nei lavori di fortificazione della Linea Gotica nella frazione di Baragazza, chiedendo la liberazione di una ventina di loro compagni arrestati dai tedeschi con l'accusa di connivenza con i partigiani. L'azione dei lavoratori è appoggiata e protetta dai partigiani della Stella Rossa. Dopo tre giorni gli arrestati sono liberati.
- 1944 - Bombardamento aereo del paese.

Alle 9.12 dell’11 settembre 1944 decollarono dalla Sardegna 24 bombardieri medi bimotori B-26 del 17° Bombardament Group americano. Un aereo ritornò alla base, cinque bombardarono alle 11.14 il paese di Baragazza lanciando oltre 500 bombe a frammentazione da 20 libbre, provocando la morte di 11 soldati tedeschi e 33 civili, diciotto aerei ritornarono alla base a pieno carico in quanto, a causa delle nuvole, non furono capaci di identificare l'obbiettivo. Il vero obbiettivo dell'azione, contrastata dal maltempo, era il paese di Santa Lucia (FI), zona fortificata della Linea Gotica nei pressi del Passo della Futa.
Quel giorno anche il Feldmaresciallo Albert Kesselring, Comandante in Capo delle truppe tedesche in Italia, era a Baragazza in visita al comando della 334.a Divisione fanteria, ne uscì illeso.
Il 25 settembre le truppe alleate, appartenenti alla 6ª Divisione corazzata sudafricana e alla 34ª Divisione americana, entrarono a Baragazza (dopo aver conquistato il Passo della Futa avvenuta il 22 settembre).

## Monumenti e luoghi d'interesse
La pieve viene eretta negli anni 1785/1788 su disegno dell'architetto Angelo Venturoli, essendosi ormai definitivamente abbandonato, in quanto franoso, il luogo non lontano dall'odierno centro del paese ove sorgevano le precedenti pievi; anch'esse, come quella d'oggi, dedicate all'arcangelo Michele, da sempre patrono della terra di Baragazza.
All'armonica chiesa di fine Settecento, arcipretale, plebana ed insignita della dignità di ecclesia stationum urbis, viene poi unito lo svettante campanile dell'ingegnere Giuseppe Brighenti che, realizzato negli anni 1852/1867 (e da ultimo restaurato nel 1996) oggi è simbolo di municipalità e costituisce cuore del paese e suo segno, anche da lontano.

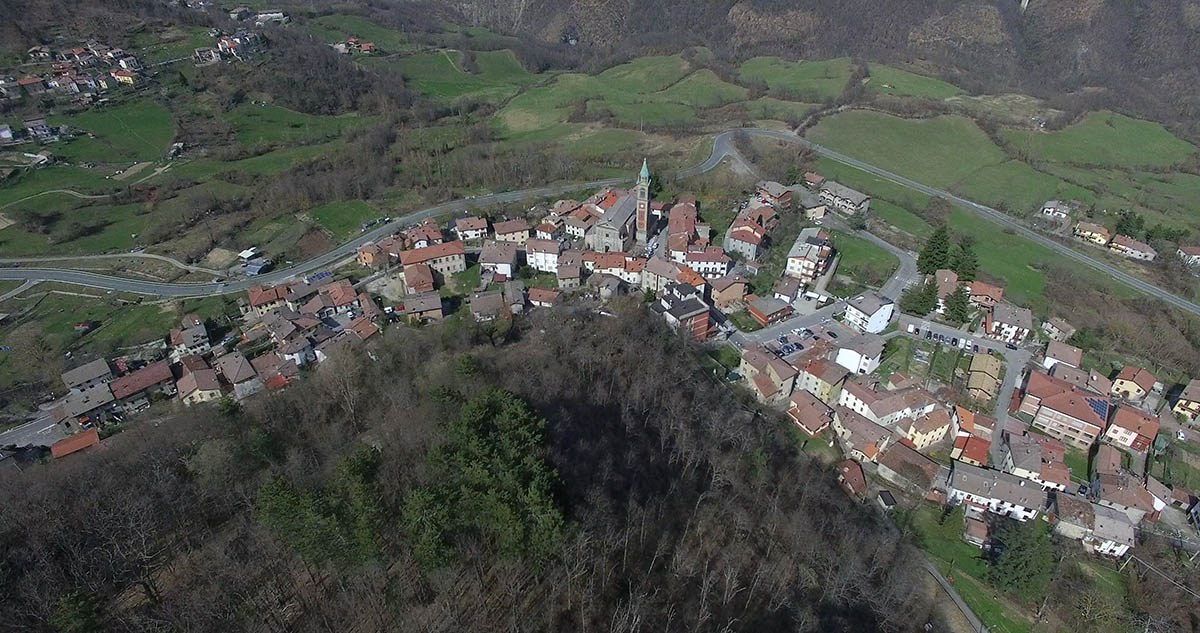
Baragazza

All'interno della pieve, ad una navata con sei cappelle laterali e due ampi vani ai quali si accede dal presbiterio, l'uno adibito a sagrestia, l'altro adibito a cappella, già per la compagnia del Santissimo Sacramento, di particolare interesse sono il quadro del 1792 raffigurante San Michele Arcangelo, posto nell'abside, opera di Pietro Fancelli e Giovanni Pancaldi; il quadro "in medaglia" di fine Settecento raffigurante il Padre Eterno, anch'esso posto nell'abside tra due angeli che lo sorreggono, opera di Bonaventura Forgani; l'altare maggiore di fine Settecento in legno finemente lavorato a finto marmo dai fratelli Giuseppe e Gaetano Roppa, ai quali si deve pure il relativo tabernacolo e sovrastante tronetto anch'essi in legno con finiture in oro zecchino; l'organo a canne del 1791, opera dell'organaro Pietro Agati e la relativa cantoria in legno, del 1793, di Alessandro Salioni; il fonte battesimale del 1801 pure opera dei fratelli Roppa; la statua della Madonna del Rosario, del 1801, opera di Antonio Borzaga, posto sull'altare a Lei dedicato, la cui ancona del 1922/1923 in legno con fregi in oro zecchino è opera di Lodovico Pozzetti; l'altare e l'ancona dedicati al Santissimo Crocifisso, cinquecenteschi, già facenti parte di una chiesa sconsacrata di Bologna e qui collocati nel 1909; le quattordici stazioni della Via Crucis eretta nell'anno 1885.
All'interno del campanile le quattro notevoli campane per il "doppio alla bolognese" fuse da Clemente Brighenti nel 1867 e qui poste nel maggio dello stesso anno.
Alla pieve poi si affiancano edifici di culto minori: la chiesa parrocchiale di San Giacomo delle Calvane (1629), l'oratorio di Santa Croce (e l'attigua chiesa sussidiale) in Roncobilaccio, l'oratorio dedicato a san Giovanni Battista a Casigni (1690), l'oratorio dedicato alla Madonna Immacolata e a san Sebastiano (1855) a Monte.

## Società

### Tradizioni e folclore
Oggi, nella vita di Baragazza, paese indubbiamente di forti tradizioni, religiose e non, momento particolarmente importante ed altamente significativo è dato dalla solennità delle Rogazioni.
Tutti gli anni, in maggio, l'immagine della Madonna di Boccadirio fa visita alla gente di Baragazza.
La terracotta robbiana viene processionalmente accompagnata alla pieve arcipretale di San Michele Arcangelo, sede parrocchiale, e vi resta, dalla V domenica dopo la Pasqua a quella dell'Ascensione, intronizzata sull'altare maggiore.
Altra solennità religiosa che costituisce parte del patrimonio culturale baragazzino è, da sempre, quella di San Michele; la festa si svolge sul finire di settembre d'ogni anno, in onore dell'Arcangelo, patrono della terra di Baragazza e titolare della pieve.
La terza grande annuale ricorrenza religiosa della tradizione baragazzina, poi, è quella della Madonna del Rosario, documentata fin dal XVII secolo quale grande solennità del paese, che, già fissata alla prima domenica di ottobre, viene oggi celebrata il 14 e 15 agosto.
Ma i grandi momenti di vita paesana non si esauriscono certo nelle solennità d'impianto religioso/ecclesiale. A Baragazza, tralasciando altre manifestazioni come quelle in commemorazione dei caduti in occasione di guerra (in ricordo dei quali è stato eretto, nel 1981, il solenne monumento all'ingresso del paese, opera di Riccardo Nannini (Firenze)), si svolgono i "canta maggio", ogni anno, nel solco di una tradizione che affonda radici nell'umanesimo e Rinascimento, in particolare toscani.
Ad ogni manifestazione e celebrazione importanti, poi, sempre di regola partecipa il locale corpo bandistico.
Si ha notizia di una banda musicale in Baragazza fin dalla seconda metà dell'Ottocento. Essa, oggi intitolata al maestro baragazzino Sisto Predieri, che lungamente la diresse tenendo anche, in paese, fiorente scuola di musica, sempre anima i più begli eventi di Baragazza.